# Izland az 1960. évi téli olimpiai játékokon
Izland az egyesült államokbeli Squaw Valleyben megrendezett 1960. évi téli olimpiai játékok egyik részt vevő nemzete volt. Az országot az olimpián 2 sportágban 4 sportoló képviselte, akik érmet nem szereztek.

## Alpesisí
Férfi
| Versenyző             | Versenyszám      | 1. futam | 1. futam | 2. futam | 2. futam | Összesítés | Összesítés |
| Versenyző             | Versenyszám      | Idő      | Hely.    | Idő      | Hely.    | Idő        | Helyezés   |
| --------------------- | ---------------- | -------- | -------- | -------- | -------- | ---------- | ---------- |
| Kristinn Benediktsson | Lesiklás         |          |          |          |          | 2:26,0     | 36.        |
| Kristinn Benediktsson | Műlesiklás       | 1:24,1   | 36.      | 1:13,0   | 23.      | 2:37,1     | 23.        |
| Kristinn Benediktsson | Óriás-műlesiklás |          |          |          |          | 2:06,1     | 34.        |
| Eysteinn Þórðarson    | Lesiklás         |          |          |          |          | 2:26,2     | 37.        |
| Eysteinn Þórðarson    | Műlesiklás       | 1:17,0   | 19.*     | 1:07,9   | 17.      | 2:24,9     | 17.        |
| Eysteinn Þórðarson    | Óriás-műlesiklás |          |          |          |          | 1:59,1     | 27.        |
| Jóhann Vilbergsson    | Lesiklás         |          |          |          |          | 2:24,6     | 33.        |
| Jóhann Vilbergsson    | Műlesiklás       | 1:25,7   | 39.      | kizárták | kizárták | kiesett    | kiesett    |
| Jóhann Vilbergsson    | Óriás-műlesiklás |          |          |          |          | kizárták   | kizárták   |

* - egy másik versenyzővel azonos eredményt ért el

## Síugrás
| Versenyző               | 1. ugrás | 1. ugrás | 1. ugrás | 2. ugrás | 2. ugrás | 2. ugrás | Összesítés | Összesítés |
| Versenyző               | Távolság | Pont     | Hely.    | Távolság | Pont     | Hely.    | Pont       | Helyezés   |
| ----------------------- | -------- | -------- | -------- | -------- | -------- | -------- | ---------- | ---------- |
| Skarphéðinn Guðmundsson | 64,0     | 73,0     | 43.      | 64,0     | 82,7     | 41.      | 155,7      | 43.        |